# Pseudophryotrocha gracilis
Pseudophryotrocha gracilis är en ringmaskart som beskrevs av Hilbig och Blake 1991. Pseudophryotrocha gracilis ingår i släktet Pseudophryotrocha och familjen Dorvilleidae. Inga underarter finns listade i Catalogue of Life.